# Pterois andover
Pterois andover Allen & Erdmann, 2008), è un pesce d'acqua salata appartenente alla famiglia Scorpaenidae.

## Distribuzione e habitat
Questa specie è diffusa nel Pacifico occidentale, nelle acque costiere di Indonesia e Papua Nuova Guinea fino alle Filippine, dove abita acque atollifere lagunari e molto basse, con fondo torbido di sabbia e fango, spesso vicino a estuari d'acqua dolce.

## Descrizione
Assai simile a Pterois volitans, si distingue da essa per la livrea più chiara con scaglie grosse e visibili e per i raggi della pinna dorsale, che presentano escrescenze adipose solo alla sommità. 
Raggiunge una lunghezza massima di 23 cm.